# Халитово (Челябинская область)
Хали́тово — село в Кунашакском районе Челябинской области. Административный центр Халитовского сельского поселения. Согласно переписи 2020 года население составляло 1659 человек.

## География
Село расположено на западном берегу озера Тахталым. Расстояние до районного центра Кунашака составляет 28 км.

## Население
| 2002 | 2010  |
| ---- | ----- |
| 1682 | ↘1660 |

По данным Всероссийской переписи, в 2010 году численность населения села составляла 1660 человек (805 мужчин и 855 женщин).

## Инфраструктура
Детский сад на 90 мест. Принят в эксплуатацию 17 января 1967 года.

## Улицы
Уличная сеть села состоит из 11 улиц и 5 переулков.

## Религия
В селе есть мечеть.

## Известные уроженцы
- Барый Султанов (1907 - 1945, Подляское воеводство) — участник Великой Отечественной войны, Герой Советского Союза, старший сержант, командир пулемётного отделения.